# Lužice (Moravia meridionale)
Lužice (in tedesco Luschitz) è un comune della Repubblica Ceca facente parte del distretto di Hodonín, in Moravia Meridionale.